# Có gì đâu mà rộn

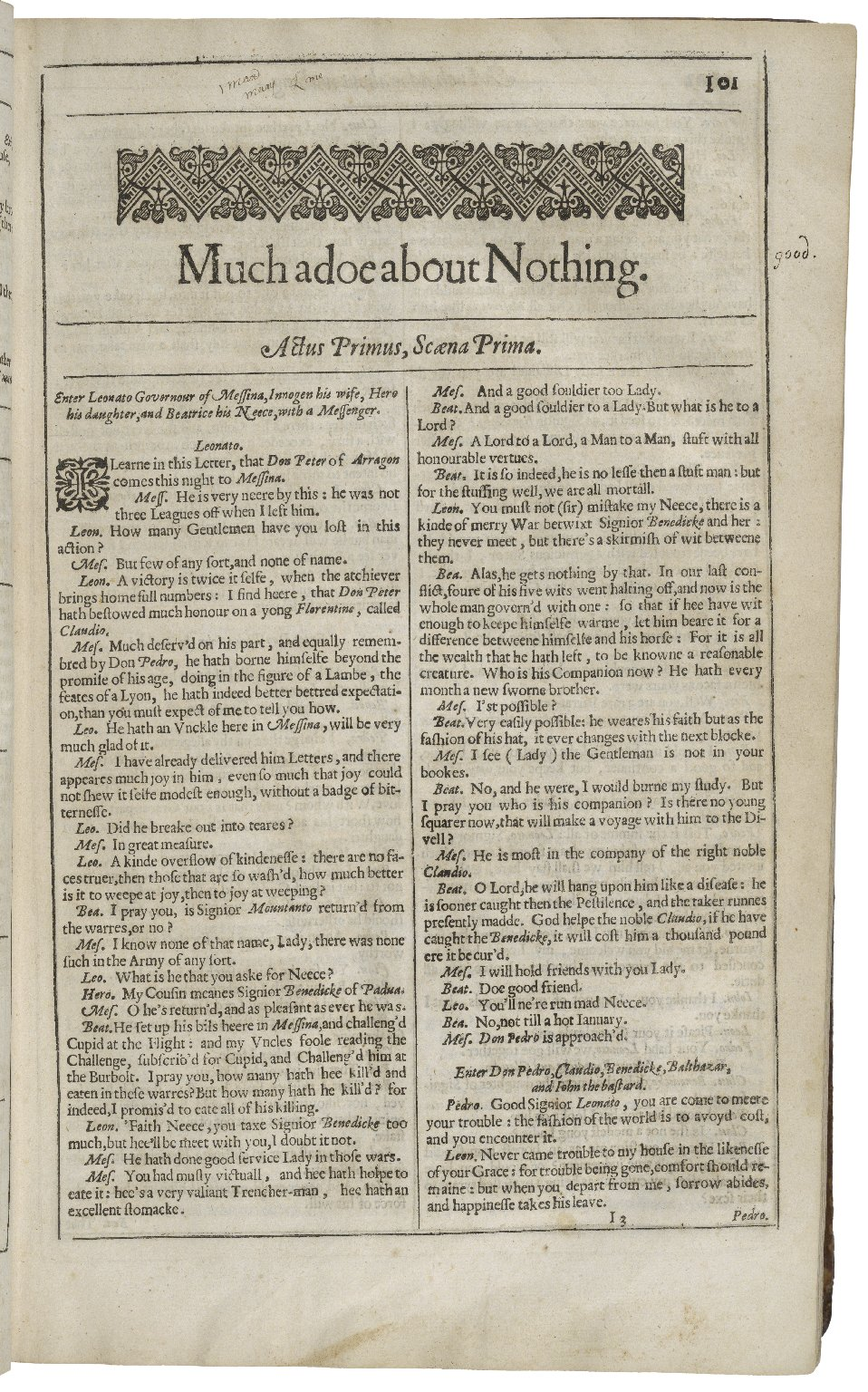
Trang đầu tin của Có gì đâu mà rộn, in trong Second Folio năm 1623

Có gì đâu mà rộn là vở hài kịch bởi William Shakespeare viết vào năm 1598 và 1599 khi Shakespeare đang tiếp cận nữa sự nghiệp quãng đường của ông. Vở kịch có trong First Folio, được phát hành vào năm 1623.
Bằng cách "noting" (có nghĩa là lời đồn, nghe lén), Benedick và Beatrice bị lừa bày lộ tình cảm cho mỗi người, và Claudio bị lừa dẫn đến từ chối Hero tại chỗ tế đài dựa vào niềm tinh sai lầm là em ấy không trung thành. Cuối cùng thì Benedick và Beatrice gia nhập để mọi thứ trở nên tốt đẹp, và những người khác
gia nhập vào cuộc khiêu vũ chúc mừng cuộc hôn nhân của hai cặp đôi.
- Benedick, là một lãnh chúa và chiến sĩ từ Padova; bạn đồng hành với Don Pedro
- Beatrice, cháu gái của Leonato
- Don Pedro, Hoàng tử xứ Aragon.
- Don John, "Hoàng tử hoang," em trai của Don Pedro.
- Claudio, xứ Firenze; là bá tước, bạn của Don Pedro, thân với Benedick.
- Antonio, anh của Leonato.
- Balthasar, người chăm lo Don Pedro, là ca sĩ.
- Borachio, người theo dõi Don Pedro.
- Conrade, người theo dõi Don Pedro.
- Innogen, nhân vật ma với bản trước, vợ của Leonato